# The Waif and the Wizard
The Waif and the Wizard, známý také pod názvem The Home Made Happy, je britský němý film z roku 1901. Režisérem je Walter R. Booth (1869–1938). Film trvá zhruba jednu minutu a premiéru měl v září 1901.

## Děj
Kouzelník si z publika vybere malého chlapce, který mu při vystoupení pomůže udělat trik. Malý chlapec s otrhaným oblečením ho pak poprosí o laskavost a kouzelník souhlasí, že mu pomůže. Promění chlapce v deštník a přemístí se k němu domů. Oba se objeví zrovna v době, kdy je na místě majitel, který nese jeho matce, která musí pečovat o nemocnou dceru, oznámení o vystěhování. Kouzelník dá chlapcově nemocné sestře do postele voňavé květiny a vlastníka domu přemění v číšníka s podnosem plným potravin pro rodinu. Na závěr kouzelník obejme nemocnou dívku a těsně předtím, než jí dá jemný polibek, zmizí.